# Rally di Tunisia
Il Rally di Tunisia è un rally raid che si svolge ogni anno in Tunisia dal 1981.

## Edizioni
| Anno | Auto                                       | Auto                 | Moto                     | Moto    |
| 1981 | Jean-Claude Briavoine - Catherine Plessis  | Lada                 | Luc Duriez               | Yamaha  |
| 1982 | Jacques Regis - Yves Hollebecq             | Range Rover          | Gilles Moneret           | Yamaha  |
| 1984 | Arnault Lucbert - Patrick Destaillats      | Range Rover          | Gilles Picard            | SWM     |
| 1985 | Miquel Picto - Julio Vasquez               | Nissan               | Pierre Marie Poli        | Yamaha  |
| 1986 | Pierre Lartigue - René Ponte               | Lada                 | Marc Joineau             | Suzuki  |
| 1987 | Jean Da Silva - Bernard Maingrets          | Mitsubishi           | Carlos Mas               | Yamaha  |
| 1988 | Ari Vatanen - Bruno Berglund               | Peugeot 405 Turbo 16 | Alessandro De Petri      | Cagiva  |
| 1989 | Pierre Lartigue - Bernard Maingrets        | Mitsubishi           | Alessandro De Petri      | Cagiva  |
| 1990 | Pierre Lartigue - Henri Magne              | Mitsubishi           | Stéphane Peterhansel     | Yamaha  |
| 1992 | Pierre Lartigue - Michel Périn             | Citroën              | Luigi Medardo            | Yamaha  |
| 1993 | Saeed Al Hajri - Henri Magne               | Mitsubishi           | Flavio Agradi            | Gilera  |
| 1994 | Pierre Lartigue - Michel Périn             | Citroën              | Stéphane Peterhansel     | Yamaha  |
| 1995 | Pierre Lartigue - Michel Périn             | Citroën              | Alain Olivier            | Yamaha  |
| 1996 | Pierre Lartigue - Michel Périn             | Citroën              | Thierry Magnaldi         | KTM     |
| 1997 | Pierre Lartigue - Michel Périn             | Citroën              | Fabrizio Meoni           | KTM     |
| 1998 | Jean-Louis Schlesser - Philippe Monnet     | Buggy Schlesser      | Richard Sainct           | KTM     |
| 1999 | Jean-Louis Schlesser - Philippe Monnet     | Buggy Schlesser      | Richard Sainct           | BMW     |
| 2000 | Jean-Louis Schlesser - Henri Magne         | Buggy Schlesser      | Fabrizio Meoni           | KTM     |
| 2001 | Bruno Saby - Thierry Delli Zotti           | Ford Protruck        | Fabrizio Meoni           | KTM     |
| 2002 | Stéphane Peterhansel - Jean-Paul Cottret   | Mitsubishi           | Juan Roma                | KTM     |
| 2003 | Jean-Louis Schlesser - Jean-Marie Lurquin  | Buggy Schlesser      | Fabrizio Meoni           | KTM     |
| 2004 | Stéphane Peterhansel - Jean-Paul Cottret   | Mitsubishi           | Cyril Despres            | KTM     |
| 2005 | Luc Alphand - Gilles Picard                | Mitsubishi           | Cyril Despres            | KTM     |
| 2006 | Stéphane Peterhansel - Jean-Paul Cottret   | Mitsubishi           | Isidre Esteve Pujol      | KTM     |
| 2007 | Jean-Louis Schlesser - Arnaud Debron       | Buggy Schlesser      | Marc Coma                | KTM     |
| 2008 | Dominique Housieaux - Jean-Michel Polato   | Buggy Schlesser      | Olivier Pain             | Yamaha  |
| 2009 | Orlando Terranova - Filip Palmeiro         | BMW X-Raid           | Cyril Despres            | KTM     |
| 2010 | Jean-Louis Schlesser - Konstantin Zhiltsov | Buggy Schlesser      | Francisco López Contardo | Aprilia |
| 2011 | Leonid Novickij - Andreas Schulz           | BMW X-Raid           | Hélder Rodrigues         | Yamaha  |